# 幾何星叢龜
幾何星叢龜，又名幾何龜、幾何沙龜或幾何陸龜，是南非的一種龜。牠們可以生長達6吋長。雌龜會在地上挖洞來生蛋，並以植物遮蓋。牠們是瀕危物種，受到失去棲息地及被獵殺作食物的威脅。當地人會偷牠們的蛋來吃及以其龜殼作裝飾。其他哺乳動物也會掠食牠們。南非政府已劃出區域來保育牠們。

## 特徵
幾何星叢龜的花紋與印度星龜十分相似，背甲的每塊看甲也是以黑色為底色，同時亦有黃色條紋在盾甲中央發出，而盾甲邊緣則未有鋸齒形凸出。而四肢多數是呈黃色，而部分龜隻的頭部則會有黑斑。

## 棲息地
幾何星叢龜棲息於南非開普省，氣候乾燥，氣溫較高。

## 外部連結
- Library.thinkquest.org entry